# 山陽道
山陽道（日语：／ Sanyō dō */?），又名影面道或光面道（かげとものみち，Kagetomonomichi）。可以指：
1. 五畿七道之一，本州瀨戶內海側。
2. 通過五畿七道中的山陽道的幹線道路。
  1. 律令時代整備的道路。
  2. 江戶時代整備的道路（西國街道）。
3. 山陽自動車道的略稱。

## 行政区域上的山陽道

山陽道

五畿七道之一，位於本州的瀨戶內海側。畿内以西位置，現在的兵庫縣西部至山口縣的瀨戶內海沿岸的總稱。
- 播磨国
- 美作国 - 713年（和銅6年）由備前国分割。
- 備前国
- 備中国
- 備後国
- 安藝国
- 周防国
- 長門国

## 道路上的山陽道

### 律令時代
律令時代道路上的山陽道為連結畿内（難波京、平城京、平安京）與北九州（大宰府、博多）。供外国使節通行、宿泊。七道之中唯一被編為「大路」等級，是最被重視的道路。
古代的山陽道道幅約6m至9m、直線連結各国的国府。

### 江戶時代
江戶幕府時代，作為五街道的延長線而整備。宿站共42所。江戶時代的山陽道稱為西国街道，連接京都與下關，下關開始經關門海峡至小倉。

### 明治時代以後
鐵路的山陽本線與山陽新幹線、高速道路的山陽自動車道，皆沿古來的山陽道敷設。現代，連結近畿地方與九州的功能與律令時代相同。

## 關連項目
- 山陽本線　山陽新幹線
- 國道2號　山陽自動車道
- 山陽地方　畿内　北九州
- 山陽小野田市
- 西山道